# Juan Palacios (boxe anglaise)
Pour les articles homonymes, voir Palacios.
Juan Ramón Palacios Pérez est un ancien boxeur nicaraguayen, né le 31 août 1980 à Managua.

## Carrière
Passé professionnel en 1999, il remporte le titre national des poids pailles l'année suivante mais échouera à deux reprises pour s'emparer d'un titre mondial, la première fois en 2002 face au champion WBC, Jose Antonio Aguirre, et la seconde en 2009 face au champion WBA, Oleydong Sithsamerchai.

## Référence
1. ↑  (en) Oleydong outpoints Palacios (fightnews.com)